# Rodrigo Maldonado López
Rodrigo Iván Maldonado López (Morelia, Michoacán de Ocampo, 4 de marzo de 1972) es un político moreliano miembro del Partido Revolucionario Institucional. Licenciado en Relaciones Comerciales Internacionales por la Universidad Latina de América. Actualmente, se desempeña como secretario de los Jóvenes en el Estado de Michoacán.

## Administración Pública

### Cargos
Rodrigo Maldonado inició su carrera en la administración pública en el año de 1999 con el entonces Gobernador de Michoacán, Víctor Manuel Tinoco Rubí, siendo designado por este como Director del Servicio Social de Pasantes.
Posteriormente participó en distintas administraciones de gobierno municipal junto al exalcalde de Morelia, Fausto Vallejo, desempeñando puestos como Director de Cultura y Civismo, Secretario de Turismo y Secretario de Fomento Económico.
Dentro de la administración de gobierno estatal, ha fungido como Secretario de Política Social y Secretario de los Jóvenes.
| Periodo   | Puesto                                                           |
| --------- | ---------------------------------------------------------------- |
| 1999-2001 | Director de Servicio Social de Gobierno del Estado de Michoacán. |
| 2002-2004 | Director de Cultura y Civismo del H. Ayuntamiento de Morelia.    |
| 2004-2005 | Secretario de Turismo Municipal del H. Ayuntamiento de Morelia.  |
| 2008-2011 | Secretario de Fomento Económico del H. Ayuntamiento de Morelia.  |
| 2011      | Secretario de Turismo Municipal del H. Ayuntamiento de Morelia.  |
| 2012-2014 | Secretario de Política Social del Estado de Michoacán.           |
| 2014      | Secretario de los Jóvenes del Estado de Michoacán.               |

### Logros
Maldonado López destaca en su trabajo como una figura innovadora y versátil, que ha realizado distintas acciones trascendentales para Morelia y Michoacán. Tal es el caso del tradicional espectáculo del encendido de la Catedral de Morelia y la iluminación del centro histórico de la capital michoacana.
Por otra parte, al mando de la Secretaría de Política Social diseñó, desarrolló y operó el programa local "Contigo, Compromiso de Todos", mismo que a través de una tarjeta plástica tipo bancaria, dotaba de distintos tipos de seguros a los beneficiarios, además de servicios adicionales como descuentos en establecimientos participantes, atención médica, psicológica, veterinaria, jurídica y laboral, entre otros.

## Sociedad Civil
A lo largo de su trayectoria, Rodrigo Maldonado ha participado como miembro fundador de 4 distintas organizaciones civiles, a través de las cuales ha promovido entre los jóvenes de la sociedad michoacana el liderazgo, la ética y la educación necesarias para propiciar el desarrollo integral del estado.
De igual manera, participó como organizador de las 10 ediciones del congreso nacional "¿Qué Rollo con México?" que, a través de ponencias magistrales de invitados de talla nacional e internacional, tuvo como finalidad unir al sector juvenil para orientarlo y resolver sus dudas respecto a temas como economía, medio ambiente, política, autoestima, deporte, sexualidad, entre otros.
Entre los ponentes más destacados que han participado en este congreso se encuentran el baloncestista norteamericano 5 veces campeón de la NBA, Magic Johnson; la activista social guatemalteca y Premio Nobel de la Paz, Rigoberta Menchú; y el cineasta mexicano 4 veces nominado a los Premios Óscar, Alejandro González Iñárritu, entre otros.

## Militancia en el PRI
Como militante activo en el Partido Revolucionario Institucional desde hace 25 años, Rodrigo Maldonado se ha desempeñado como Consejero Electoral a nivel municipal y estatal.
Por otra parte, ha sido coordinador de campaña en la vertiente de sociedad civil y jóvenes en 4 distintas contiendas electorales, siendo en la campaña por la gubernatura de Michoacán en el 2011 su participación más destacada, pues coordinó de manera eficaz el programa denominado "La EFE".